# Marcusenius schilthuisiae
Marcusenius schilthuisiae és una espècie de peix pertanyent a la família dels mormírids i a l'ordre dels osteoglossiformes.

## Etimologia
Marcusenius fa referència a l'alemany Johann Marcusen (el primer ictiòleg a estudiar els mormírids de forma sistemàtica), mentre que l'epítet schilthuisiae al·ludeix a la conservadora del Museu de Zoologia de la Universitat d'Utrecht, Louise Schilthuis, la qual identificà aquesta espècie el 1891 amb el nom de Mormyrus grandisquamis.

## Descripció
Fa 14,8 cm de llargària màxima. Origen de l'aleta dorsal situat darrere del de l'anal. La base de l'aleta dorsal acaba molt abans de l'aleta anal. Franja fosca, generalment visible, entre les aletes dorsal i anal. 42-54 escates a la línia lateral. 21-25 escates entre els orígens de les aletes dorsal i anal. 23-28 radis a l'aleta dorsal i 32-35 a l'anal. Boca terminal. Dents bicúspides (5 al maxil·lar superior i 6 a l'inferior). Musell arrodonit, pas rom. Nariu anterior a mig camí entre l'extrem anterior del musell i l'ull. Distància preanal més curta que la predorsal. Aleta anal notablement més llarga que la dorsal. Altures de les aletes dorsal i anal més curtes que llurs longituds. Les aletes pectorals són el doble de llargues que les pelvianes. Cap, peduncle caudal i franja tranversal més foscos que la resta del cos. Òrgan elèctric amb tiges o fibres innervades a la part anterior.

## Hàbitat i distribució geogràfica
És un peix d'aigua dolça, demersal i de clima tropical (24 °C-28 °C), el qual viu a Àfrica: és un endemisme de la conca del riu Congo a la República Democràtica del Congo, incloent-hi els rius Tshuapa, Sangha, Ubangui, Cuango i Kasai, i els llacs Pool Malebo i Mai-Ndombe.

## Observacions
És inofensiu per als humans i el seu índex de vulnerabilitat és baix (15 de 100).